# Kuba na Mistrzostwach Świata w Lekkoatletyce 2015
Kuba na Mistrzostwach Świata w Lekkoatletyce 2015 – reprezentacja Kuby podczas Mistrzostw Świata w Pekinie liczyła 24 zawodników, z których troje zdobyło 3 medale, w tym dwa złote.

## Występy reprezentantów Kuby

### Mężczyźni

#### Konkurencje biegowe
| Konkurencja                | Zawodnik                                                 | Runda 1      | Runda 1 | Półfinał | Półfinał | Finał    | Finał   |
| Konkurencja                | Zawodnik                                                 | Rezultat     | Pozycja | Rezultat | Pozycja  | Rezultat | Pozycja |
| -------------------------- | -------------------------------------------------------- | ------------ | ------- | -------- | -------- | -------- | ------- |
| Bieg na 200 m              | Reynier Mena                                             | 20,37        | 22. Q   | 20,56    | 22.      | NQ       | NQ      |
| Bieg na 200 m              | Roberto Skyers                                           | 20,29        | 15. Q   | 20,23    | 12.      | NQ       | NQ      |
| Maraton                    | Richer Pérez                                             | —            | —       | —        | —        | DNF      | DNF     |
| Bieg na 110 m przez płotki | Yordan O'Farrill                                         | 13,64        | 26.     | NQ       | NQ       | NQ       | NQ      |
| Bieg na 110 m przez płotki | Jhoanis Portilla                                         | 13,43        | 11. q   | DNF      | DNF      | NQ       | NQ      |
| Sztafeta 4 × 400 m         | William Collazo Raidel Acea Adrián Chacón Yoandys Lescay | 2:59,80 (SB) | 8. q    | —        | —        | 3:03,05  | 7.      |

#### Konkurencje techniczne
| Konkurencja | Zawodnik             | Eliminacje | Eliminacje | Finał    | Finał   |
| Konkurencja | Zawodnik             | Rezultat   | Pozycja    | Rezultat | Pozycja |
| ----------- | -------------------- | ---------- | ---------- | -------- | ------- |
| Skok w dal  | Maykel Massó         | 7,70       | 23.        | NQ       | NQ      |
| Trójskok    | Pedro Pablo Pichardo | 17,43      | 1. Q       | 17,73    | srebro  |
| Rzut młotem | Roberto Janet        | 75,28      | 10. q      | 72,50    | 12.     |

| Dziesięciobój  | Dziesięciobój       | Dziesięciobój | Dziesięciobój | Dziesięciobój |
| Zawodnik       | Konkurencja         | Wynik         | Punkty        | Pozycja       |
| -------------- | ------------------- | ------------- | ------------- | ------------- |
| Yordani García | Bieg na 100 m       | 10,77 (SB)    | 912           | 8.            |
| Yordani García | Skok w dal          | 6,82          | 771           | 27.           |
| Yordani García | Pchnięcie kulą      | 14,54         | 761           | 8.            |
| Yordani García | Skok wzwyż          | 2,04 (SB)     | 840           | 12.           |
| Yordani García | Bieg na 400 m       | 48,67         | 877           | 16.           |
| Yordani García | Bieg na 110 m p.pł. | DNF           | DNF           | DNF           |
| Yordani García | Rzut dyskiem        | DNS           | DNS           | DNS           |
| Yordani García | Skok o tyczce       | DNS           | DNS           | DNS           |
| Yordani García | Rzut oszczepem      | DNS           | DNS           | DNS           |
| Yordani García | Bieg na 1500 m      | DNS           | DNS           | DNS           |
| Razem          | Razem               | Razem         | DNF           | DNF           |

### Kobiety

#### Konkurencje biegowe
| Konkurencja   | Zawodniczka       | Runda 1  | Runda 1 | Półfinał | Półfinał | Finał        | Finał   |
| Konkurencja   | Zawodniczka       | Rezultat | Pozycja | Rezultat | Pozycja  | Rezultat     | Pozycja |
| ------------- | ----------------- | -------- | ------- | -------- | -------- | ------------ | ------- |
| Bieg na 200 m | Arialis Gandulla  | 23,35    | 40.     | NQ       | NQ       | NQ           | NQ      |
| Bieg na 400 m | Lisneidy Veitia   | 52,25    | 32.     | NQ       | NQ       | NQ           | NQ      |
| Bieg na 800 m | Rose Mary Almanza | 2:01,33  | 23. Q   | 2:00,38  | 20.      | NQ           | NQ      |
| Maraton       | Dailín Belmonte   | —        | —       | —        | —        | 2:56:18 (SB) | 51.     |

#### Konkurencje techniczne
| Konkurencja    | Zawodniczka      | Eliminacje | Eliminacje | Finał    | Finał   |
| Konkurencja    | Zawodniczka      | Rezultat   | Pozycja    | Rezultat | Pozycja |
| -------------- | ---------------- | ---------- | ---------- | -------- | ------- |
| Skok o tyczce  | Yarisley Silva   | 4,55       | 8. q       | 4,90     | złoto   |
| Pchnięcie kulą | Yaniuvis López   | 17,10      | 17.        | NQ       | NQ      |
| Rzut dyskiem   | Denia Caballero  | 65,15      | 1. Q       | 69,28    | złoto   |
| Rzut dyskiem   | Yaime Pérez      | 62,93      | 5. q       | 65,46    | 4.      |
| Rzut młotem    | Yirisleydi Ford  | 69,43      | 15.        | NQ       | NQ      |
| Rzut oszczepem | Yulenmis Aguilar | 60,52      | 18.        | NQ       | NQ      |

| Siedmiobój         | Siedmiobój         | Siedmiobój | Siedmiobój | Siedmiobój |
| Zawodniczka        | Konkurencja        | Wynik      | Punkty     | Pozycja    |
| ------------------ | ------------------ | ---------- | ---------- | ---------- |
| Yorgelis Rodríguez | Bieg na 100 m p.pł | 13,73 (SB) | 1017       | 9.         |
| Yorgelis Rodríguez | Skok wzwyż         | 1,86 (PB)  | 1054       | 7.         |
| Yorgelis Rodríguez | Pchnięcie kulą     | 13,54      | 763        | 18.        |
| Yorgelis Rodríguez | Bieg na 200 m      | 25,04      | 883        | 22.        |
| Yorgelis Rodríguez | Skok w dal         | 5,83       | 798        | 25.        |
| Yorgelis Rodríguez | Rzut oszczepem     | 43,27      | 730        | 16.        |
| Yorgelis Rodríguez | Bieg na 800 m      | 2:30,47    | 687        | 27.        |
| Razem              | Razem              | Razem      | 5932       | 21.        |